# 福井鐵道F2000型電車
福井鐵道F2000型電車（日语：／ Fukui Tetsudō F2000-gata densha）是福井鐵道的福武線使用的路面電車車輛，其暱稱為「FUKURAM Liner」。F2000型是福井鐵道為了替換車體老化的福井鐵道880型電車，以及因應北陸新幹線金澤站至敦賀站間的路段開通帶來的觀光人潮，而在2023年引進的以Little Dancer為基礎打造的新型車輛，並於同年的3月27日開始投入使用。F2000型也是福井鐵道時隔6年再度引進的新型路面電車，且在4月上旬開始與越前鐵道進行直通運轉。
F2000型的導入費用約為3億9千萬日圓，其中三分之二由福井縣政府承擔，其餘則由日本中央政府承擔。F2000型與880型電車等福井鐵道的既有車輛相比取消在車門處設置踏階的設計，以實現電車的無障礙環境；而本型車也採用LED燈等節能設備。

## 規格與構造
相較於福井鐵道F1000型電車的車身較為圓滑，F2000型電車的車身較為方正且稜角分明。車頭正面是直線型的黑色面板，車體以白色作為塗裝，並搭配象徵著福井鐵道的綠色和藍色條紋。本型車為避免積雪堆積在車廂底部，因此將車廂底部的高度提升約10cm，使列車能正常行駛在積雪的軌道上。而電車的目的地顯示器則採用白色的LED燈。
車廂內的座椅全為長條式座椅，並使用由日本的纖維公司SEIREN所製造的布料；而布料上的圖案以福武線沿線的水田和日野川為靈感進行設計。車門附近的握把是以喜馬拉雅小熊貓和越前蟹為主題的造型握把。車內設有博愛座和2處專門放置輪椅的專用空間，通道寬度相較於F1000型電車則擴大至1.4m，方便輪椅使用者在車廂內通行。